# Erste Torony
Az Erste Torony (2025-ig Europe Tower vagy Európa Torony) egy modern irodaház Budapest XIII. kerületében, az Árpád híd pesti hídfőjénél.

## Leírása
Az Erste Torony egy 17 szintes, 64 m magas épület, ezzel Magyarország 30. legmagasabb épülete. Az irodaházban található az Erste Bank magyarországi székhelye, így a hivatalosan Európa Torony nevű épületet kezdetektől „Erste-székháznak” is szokták hívni. A 2 db 15 emeletes torony mellett 4 szintes parkolóház is megtalálható, így területe bruttó mintegy 38 000 m². Az épületben fűtött-hűtött szellőzés, hő- és füstelvezető rendszerek készültek, valamint a teljes épület sprinklerezve van. A komplexum teljes elektromosigénye 3.000 kVA.
Eredetileg 6 felvonó volt a főépületben (illetve még 2 a mélygarázsoknál), 2018-ban 2 új panorámaliftet építettek az épülethez a Duna felőli oldalra.
A torony 2024-ig az Erste Alapkezelő tulajdonában állt, 2024 decemberében vásárolta meg az addigi bérlő Erste Bank az épületet, ezt követően változott meg az épület neve is Európa Torony helyett Erste Toronnyá. Egyúttal a Bank bejelentette, hogy az épületet 2026 és 2028 között teljeskörűen felújítja.

## Galéria

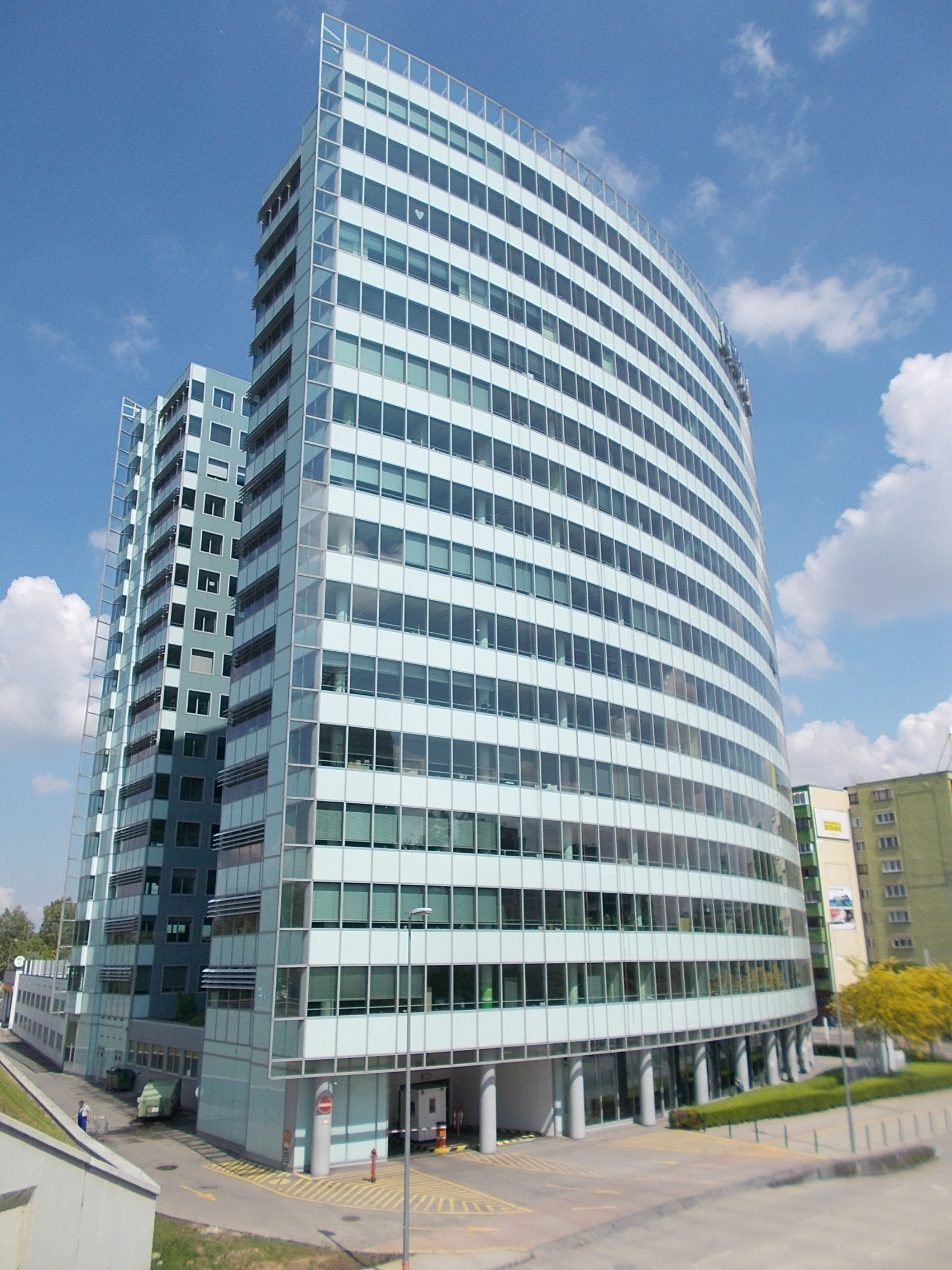
2017-ben, az Árpád hídról
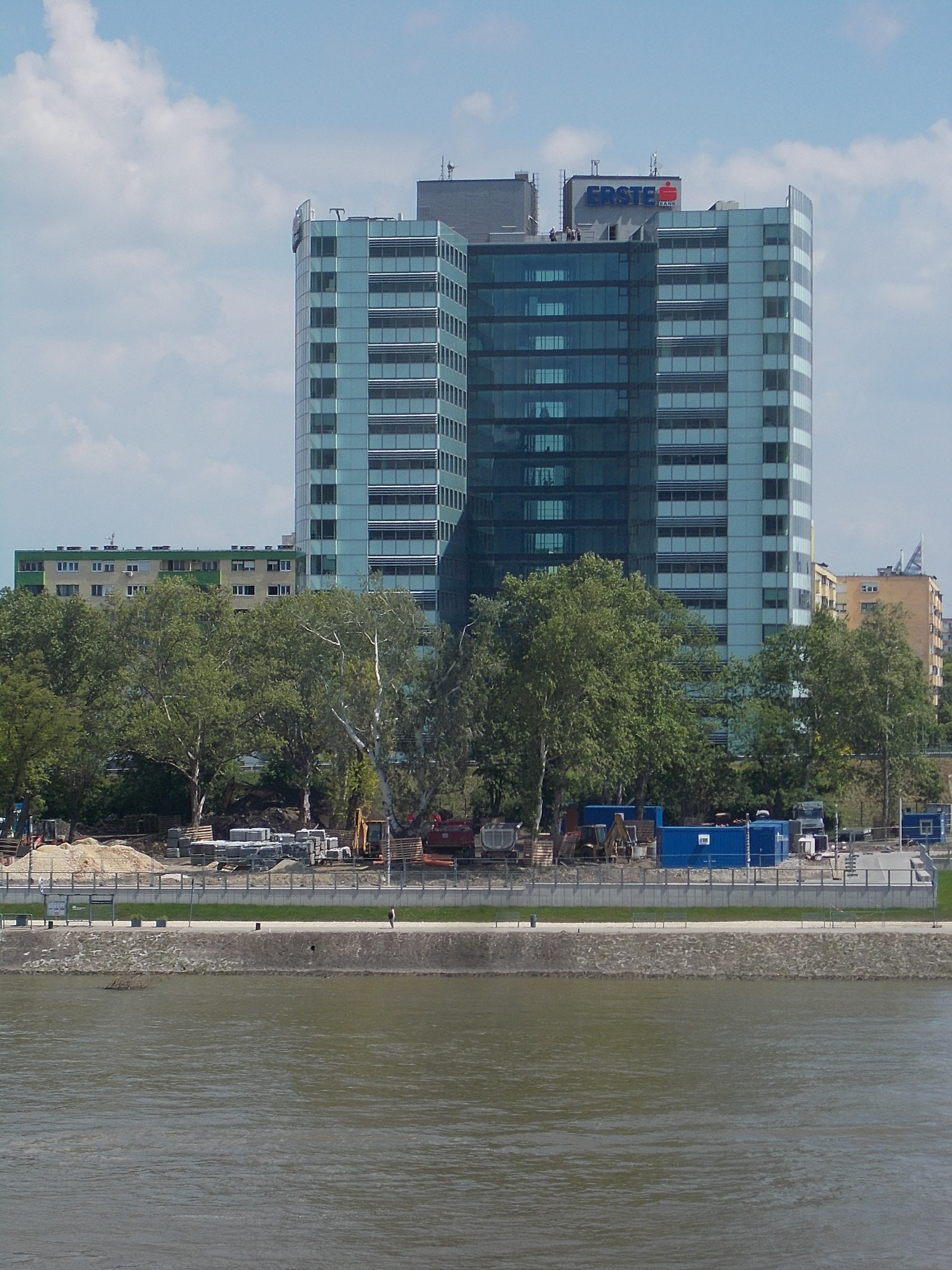
2017-ben, még a panorámaliftek megépítése előtt
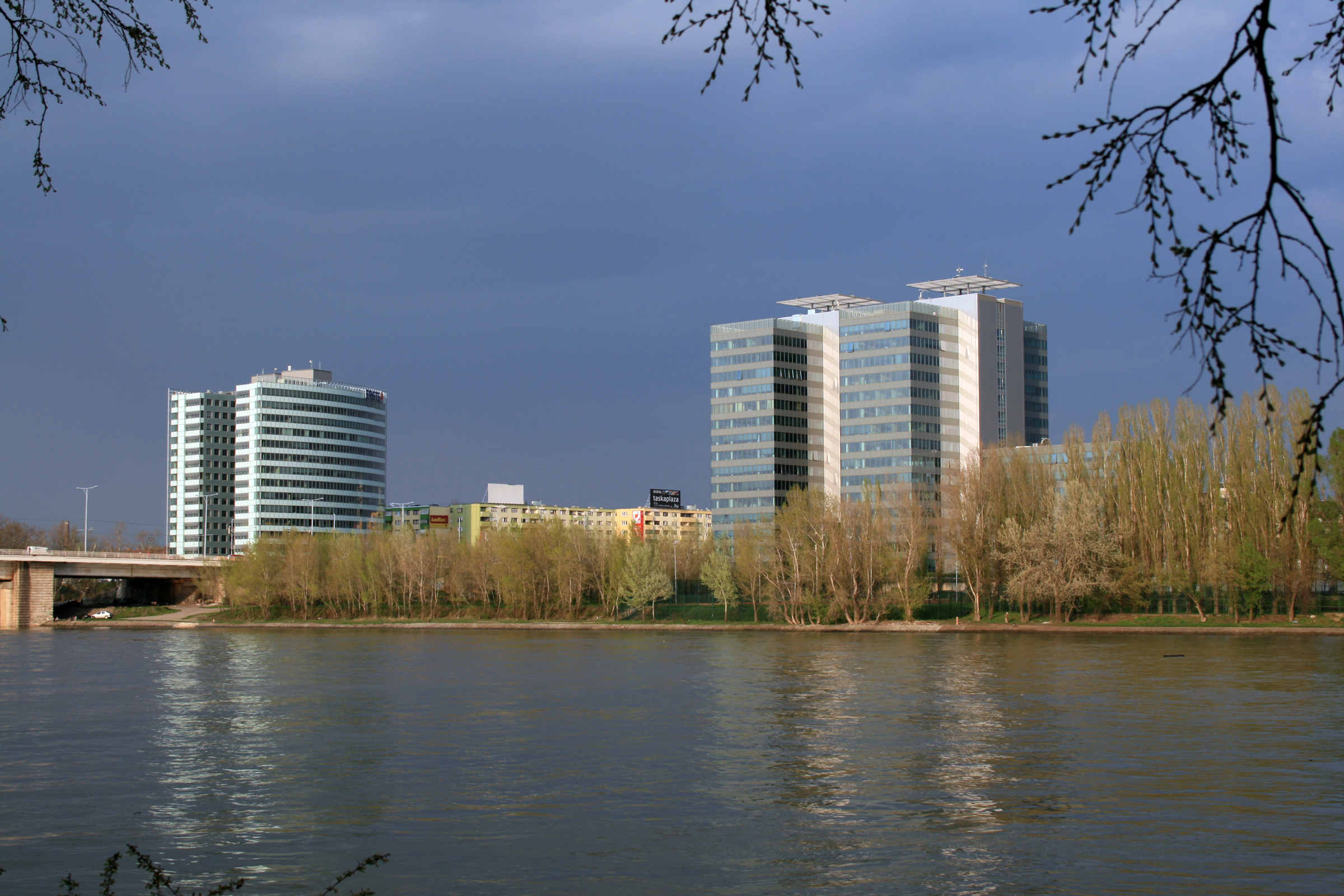
A Margitszigetről